# Parque Coronel Bueras
El Parque Coronel Bueras es un parque urbano público ubicado en la comuna chilena de Lo Prado, en el límite comunal con Estación Central, en Santiago. Su odónimo es en homenaje al Coronel del Ejército de Chile, Santiago Bueras, quien es considerado como un héroe de la Guerra de la Independencia de Chile al haber sido abatido durante la batalla de Maipú. En este parque se inicia desde el poniente la Avenida Libertador Bernardo O'Higgins, más conocida como «La Alameda», la principal arteria vial de la ciudad.

## Componentes
El parque, de forma rectangular y con vegetación repartida por todo su interior, se encuentra dividido en dos partes, siendo atravesado por calle Ganímedes, una vía que conecta la Avenida Ecuador con La Alameda. Cuenta con una multicancha deportiva para básquetbol y fútbol sala. Asimismo, posee una explanada pavimentada por el lado Este del parque, donde cada año se realiza una feria navideña, conocida como la «Feria Bueras-Las Rejas». En la esquina donde se inicia la Ruta 68, se encuentra emplazada una estatua ecuestre del Coronel Santiago Bueras.

## Entorno
En el entorno inmediato del parque, por el lado Oeste se encuentra la Estación Intermodal Pajaritos, que conecta el Metro de Santiago con la Red Metropolitana de Movilidad (RED), además de líneas de autobuses hacia Valparaíso, Viña del Mar e intermedios. En su extremo Este, se ubica próxima la estación de metro Las Rejas.